# Live act

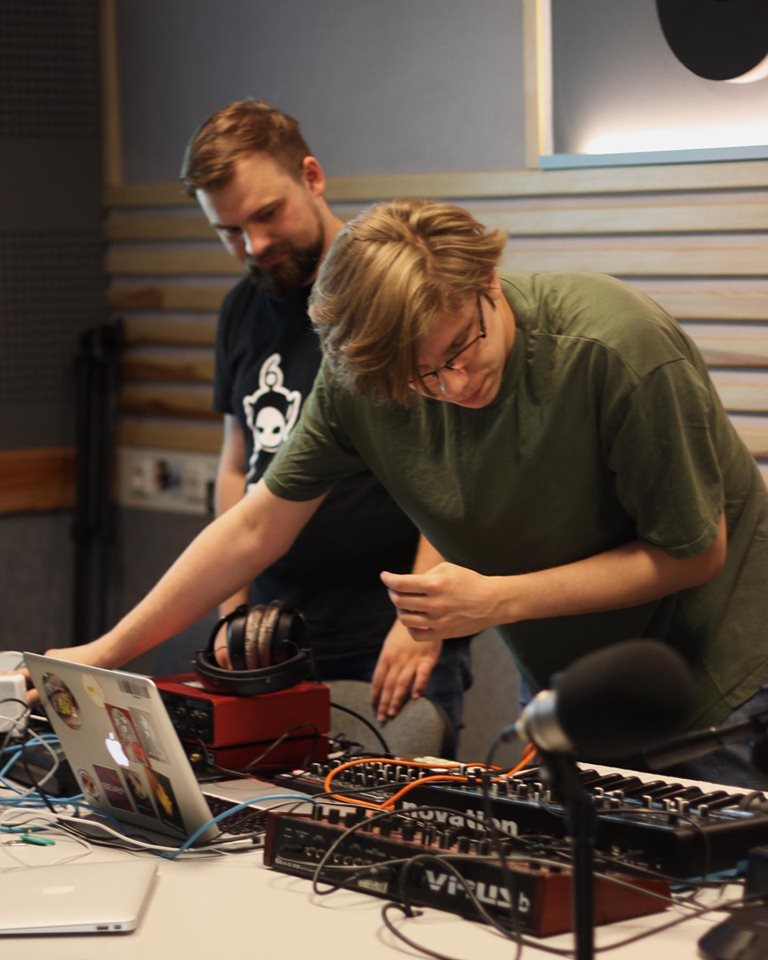
Palmer Eldritch — live act w audycji Beat Tools w OFF Radio Kraków

Live act (z ang. „pokaz na żywo”) – występ muzyczny na żywo, z użyciem instrumentów lub urządzeń muzycznych, w którym utwory są tworzone / odgrywane w czasie rzeczywistym. Najczęściej wyrażenie to odnosi się do grup muzycznych i solistów, ale może określać wszelkie inne pokazy artystyczne, w których podkreśla się, że są one wykonywane na żywo. 
W muzyce z grupy elektronicznej muzyki tanecznej określenie „live act” służy do odróżnienia muzyków prezentujących muzykę (DJ-ów) za pomocą gramofonów z płyt winylowych od muzyków tworzących i prezentujących muzykę przy użyciu instrumentów muzycznych. W kulturze techno termin ten pojawił się najwcześniej i był praktycznie od zawsze częścią sceny klubowej. Termin ten w tym kontekście opisuje technikę tworzenia muzyki na żywo (podczas występu) z użyciem urządzeń elektronicznych takich jak samplery, sekwensery, groove-boksy itp..